# Drosera ferruginea
Drosera ferruginea är en sileshårsväxtart som beskrevs av Larranaga. Drosera ferruginea ingår i släktet sileshår, och familjen sileshårsväxter. Inga underarter finns listade i Catalogue of Life.